# Nyctalus furvus
Nyctalus furvus är en fladdermus i familjen läderlappar som beskrevs 1968 av Imaizumi & Yoshiyuki. Den listades tidvis som population eller underart till stor fladdermus (Nyctalus noctula). Sedan tidiga 2000-talet är den av bland annat Wilson & Reeder och IUCN godkänd som art.

## Utbredning och habitat
Arten förekommer med flera från varandra skilda populationer i Japan i norra delen av ön Honshu. Den lever i ursprungliga skogar. Utbredningsområdet ligger i den subtropiska regionen men ibland faller snö på vintern. En individ hittades 2009 i Sydkorea. På grund av överensstämmelser i skallens, tändernas och penisbenets morfologi antas att den tillhör arten Nyctalus furvus.

## Utseende
Jämförd med andra arter av samma släkte har Nyctalus furvus en liten kropp. Pälsens färg på ovansidan varierar mellan mörkbrun, gulbrun eller gyllen, undersidan är allmänt ljusare. Avståndet mellan fladdermusens öron är stor och ögonen är små. Arten har en väl utvecklad svans.
Individen från Sydkorea hade en kroppslängd (huvud och bål) av cirka 70 mm, en underarmlängd av 48,5 mm och en svanslängd av cirka 42 mm.

## Ekologi
Individerna vilar i trädens håligheter och bildar där flockar. En koloni höll vinterdvala i en byggnad. Nyctalus furvus är aktiv på natten och den jagar flygande insekter som skalbaggar, nattfjärilar och flygande myror.
Annars antas levnadssättet vara lika som hos andra läderlappar. De parar sig under hösten och sedan vilar de befruktade äggen fram till våren innan den egentliga dräktigheten börjar. Vanligen bildar honor egna kolonier innan de föder sina ungar. Den egentliga dräktigheten varar 70 till 75 dagar och sedan föds en till tre ungar.

## Status
Skogsavverkningar för att etablera jordbruksmark, barrträd odlingar eller bostäder hotar artens bestånd. I vissa delar av utbredningsområdet förekommer naturskyddsområden. IUCN listar Nyctalus furvus som sårbar (VU).